# Проспект Машерова
Проспект Машерова (бел. Праспект Машэрава) — проспект в центральной части города Минска — столице Республики Беларусь. Назван в честь советского партийного, государственного и военного деятеля Петра Мироновича Машерова. 
До 2005 года проспектом Машерова именовался проспект Победителей. После того как проспект Машерова переименовали в проспект Победителей, тогдашние улицы Варвашени, Дрозда и Иерусалимская объединились в нынешний проспект Машерова.
Почти каждый год проспект Машерова становится одной из главной площадок празднования Дня Независимости — здесь проходит военный парад.

## Описание
Проспект Машерова находится на 1-м кольце, на отрезке между улицей Тимирязева и проспектом Независимости. Продолжением проспекта являются Домашёвский переулок и улица Козлова. До 2005 года вместо проспекта Машерова существовало три улицы (с запада на восток):
- от пересечения с улицей Тимирязева до пересечения с проспектом Победителей — улица Дрозда
- от пересечения с проспектом Победителей до пересечения с улицами Даумана и Сторожёвской — улица Иерусалимская
- от пересечения с улицами Даумана и Сторожёвской до проспекта Независимости — улица Варвашени.

Самой крупной из трёх улиц была Варшавени. Она начала оформляться ещё с середины XIX века. Тогда эта местность активно застраивалась. 1-я Долгобродская, Новокомаровская, Комаровская — всё это бывшие названия разных участков этой улицы.
До Октябрьской революции в районе жилого здания, которое сейчас на углу двух проспектов — Машерова и Независимости — когда-то находился склад торговца деревянными строительными материалами и заготовками Левина. Рядом, в красивом старинном доме, работало полицейское управление. А через дорогу стоял дом Станиславы Сатковской, в котором размещалось 3-е мужское приходское начальное училище. Сохранились до наших дней и старинные корпуса больницы, построенные где-то в конце XIX — начале XX века. Сейчас в них находится военный госпиталь.
Неотъемлемая часть образа этой части Минска — вереницы трамвайных вагонов. Его по праву можно назвать колыбелью столичного трамвая. Именно здесь в 1929 году был заложен фундамент первого трамвайного депо. В 1952 году к трамваям добавили троллейбусы — новый на тот момент вид транспорта. Более 14 лет трамваи и троллейбусы ездили по одной магистрали. Потом трамваи переехали на улицу Ботаническую.
Сейчас на проспекте переплетены архитектурные стили разных эпох. И новые строения вносят свою лепту, запечатлев современность. Ярким акцентом в его облике является здание в форме кристалла — головной офис одной из белорусских компаний. Оно расположено на набережной Свислочи, рядом с гостиницей «Беларусь». На проспекте Машерова расположено новое здание музея Великой Отечественной войны.

## Транспорт
Проспект Машерова пересекается с важными и крупными столичными магистралями, среди которых проспект Победителей и Независимости, улица Даумана, Максима Богдановича, Красная и Тимирязева.
Через проспект Машерова проходят автобусные и трамвайные маршруты. На проспекте нет станций метро, самой ближайшей считается «Площадь Победы». Однако в будущем, когда начнётся строительство третьей линии в сторону Зелёного Луга, рядом с проспектом появится станция — «Переспа».
По проспекту на разных участках проходят:
- Автобусы: 18, 19, 26, 29, 39, 44, 46, 136, 163
- Трамваи: 1, 3, 4, 5, 6, 11[1].